# Séduction fatale
Pour les articles homonymes, voir London Fields.
Pour plus de détails, voir Fiche technique et Distribution.
Séduction fatale (London Fields) est un thriller américano-britannique réalisé par Mathew Cullen, sorti en 2018. Il s'agit de l'adaptation du roman du même nom de Martin Amis.
La production a connu de nombreux problèmes qui ont fortement retardé la sortie du film.

## Synopsis
Une voyante, Nicola Six, entame une relation avec trois hommes différents dont un, pense-t-elle en se fiant à ses prémonitions, sera son meurtrier...

## Fiche technique
- Titre original : London Fields
- Titre français : Séduction fatale
- Réalisation : Mathew Cullen
- Scénario : Roberta Hanley, d'après London Fields de Martin Amis
- Direction artistique : Jeremy Reed
- Décors : Patrick Herzberg, Carly Reddin et Steve Ritchie
- Costumes : Susie Coulthard
- Photographie : Guillermo Navarro
- Montage : Fred Fouquet et Joe Plenys
- Musique : Toydrum et Benson Taylor
- Production : Jordan Gertner, Chris Hanley et Geyer Kosinski
- Sociétés de production : Periscope Entertainment et Tartan Films ; Curiously Bright Entertainment, Muse Productions et Vedette Finance (coproductions)
- Société de distribution : GVN Releasing
- Pays d’origine :  États-Unis /  Royaume-Uni
- Langue : anglais
- Format : couleur
- Genre : thriller
- Durée : 118 minutes
- Dates de sortie :
  - Russie : 20 septembre 2018
  - États-Unis : 26 octobre 2018
  - France : 13 juin 2019 (vidéo à la demande)

## Distribution
- Amber Heard : Nicola Six
- Theo James : Guy Clinch
- Jim Sturgess : Keith Talent
- Jaimie Alexander : Hope
- Billy Bob Thornton : Samson Young
- Johnny Depp : Chick Purchase
- Cara Delevingne : Kath Talent

## Production
En 2001, David Cronenberg est annoncé comme réalisateur pour adapter le roman London Fields de Martin Amis, qui écrit lui-même une première version du script. Toutefois, Cronenberg quitte ce film pour réaliser A History of Violence (2005) et Les Promesses de l'ombre (2007). Les noms d'autres réalisateurs comme David Mackenzie et Michael Winterbottom sont évoqués,. C'est finalement le réalisateur de clips Mathew Cullen (en) qui est choisi.
Le tournage débute en septembre 2013 à Londres.

## Procès et problèmes bloquant la sortie
Le réalisateur Mathew Cullen a poursuivi en justice le producteur Christopher Hanley, de la société de production Nicola Six Limited. Il les accuse notamment d’avoir dénaturé la fin du film. L'actrice principale du film Amber Heard lui a ensuite apporté son soutien. La production accuse en retour l'actrice de ne pas avoir respecté ses engagements promotionnels prévus dans son contrat précisant qu'elle aurait refusé de se rendre à l’avant-première du film lors du festival international du film de Toronto en septembre 2015 ; les trois projections du festival avaient été annulées à la suite de la plainte déposée par Mathew Cullen contre Christopher Hanley. La production de réclame ainsi 10 millions de dollars à Amber Heard pour manquement à ses engagements contractuels. 

## Accueil

### Critique
Sur le site Rotten Tomatoes, le film a une moyenne de 0 % sur 34 critiques, avec une note moyenne de 2,6/10. Sur Metacritic, le film obtient une note moyenne de 16 sur 100 sur la base de 12 critiques.

### Box office
Lors du week-end de sa sortie au cinéma aux États-Unis, le film n'a cumulé que $168,575 en étant diffusé dans 613 salles. Avec une moyenne de $261 par salle, le film devient le deuxième pire démarrage grand public de l'histoire du box office américain, derrière Proud American (2008). Avec seulement deux semaines d'exploitation, le film ne cumule que $252,676 aux États-Unis et $431,641 à l'international,.